# نیسان دیزل کوان
نیسان دیزل کوان (Nissan Diesel Quon) خودرویی است که از سال ۲۰۰۴ تا کنون تولید شده‌است.
این خودرو در کلاس کامیون قرار گرفته و است. سیستم جعبه‌دندهٔ آن ۲ دنده به دو صورت خودکار و دستی است.

## نگارخانه

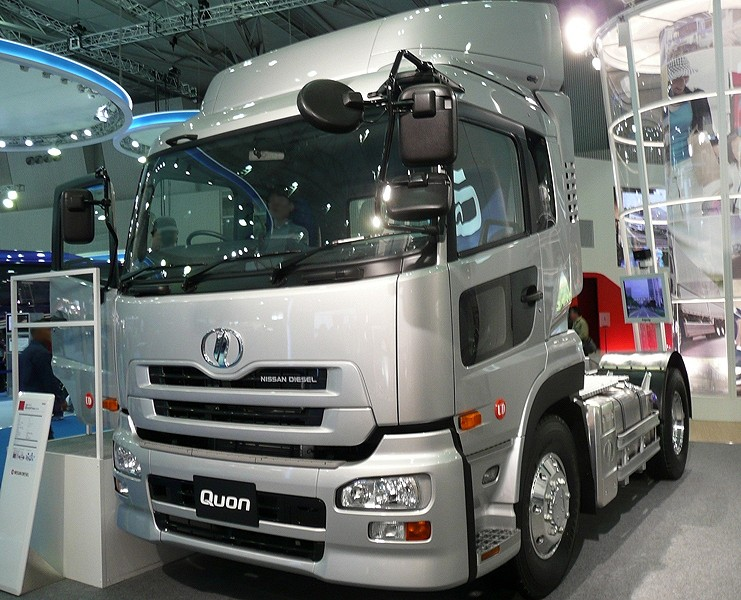
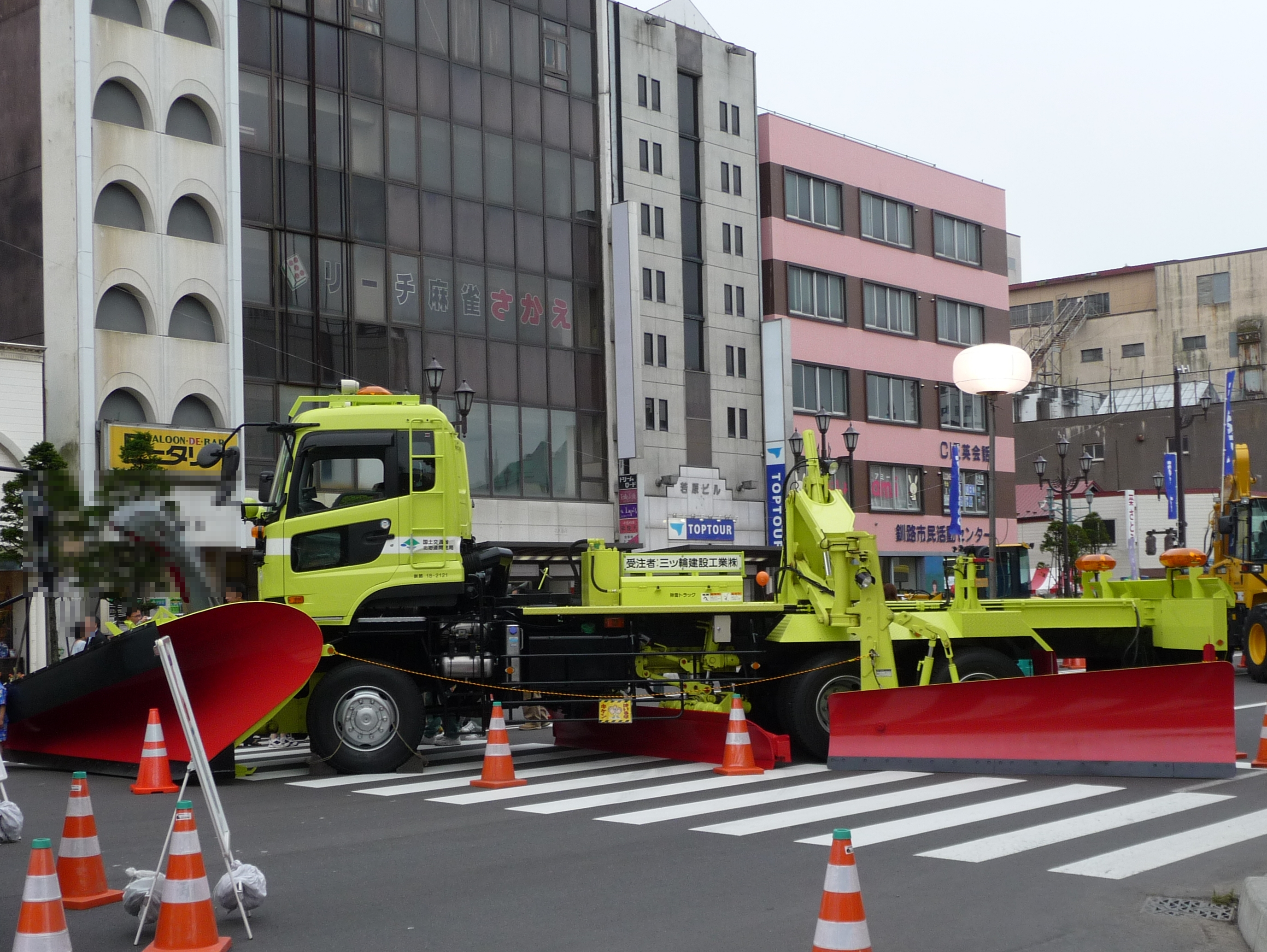
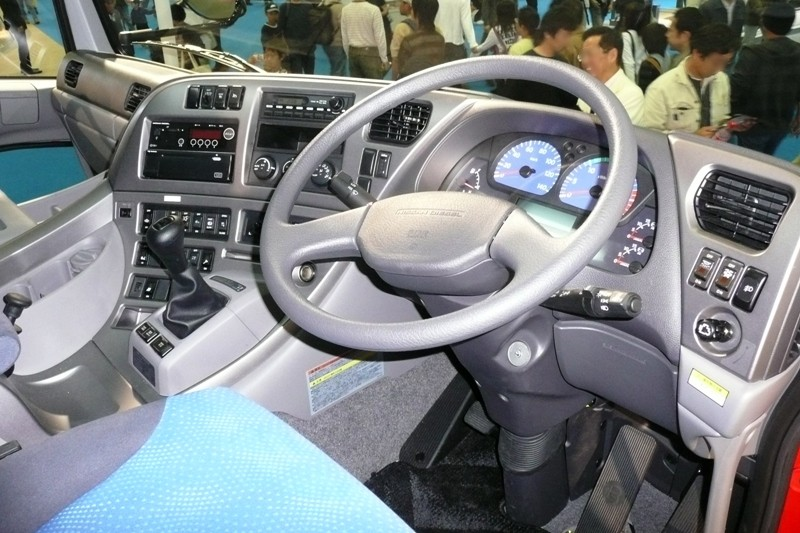